# Astrea (divinità)
Astrea (in greco antico: Ἀστραῖα?, Astràia) è un personaggio della mitologia greca, una vergine stellare simboleggiante la giustizia figlia di Astreo e di Eos.

## Genealogia
Astrea era sorella di Pudicizia che lasciò la terra insieme a lei quando finì l'età dell'oro.

## Mitologia
Astrea era la dea vergine dell'innocenza e della purezza ed era associata alla costellazione della Vergine.
Scesa sulla terra nell'età dell'oro, diffuse i sentimenti di bontà e di giustizia ma, disgustata dalla degenerazione morale del genere umano si rifugiò nelle campagne e sopraggiunta l'età del bronzo, scelse di ritornare in cielo dove oggi risplende nell'aspetto della costellazione della Vergine.

### In epoca romana
Virgilio scrisse:
(Publio Virgilio Marone, Egloga IV vv 3-4)
 per celebrare Augusto suo protettore.
Ovidio scrisse :
(Publio Ovidio Nasone, Le metamorfosi, I, vv. 149-150)
In tarda epoca fu associata alla dea Dike, che era figlia di Zeus e Temi e rappresentava la personificazione del giusto giudizio.

### In epoca moderna

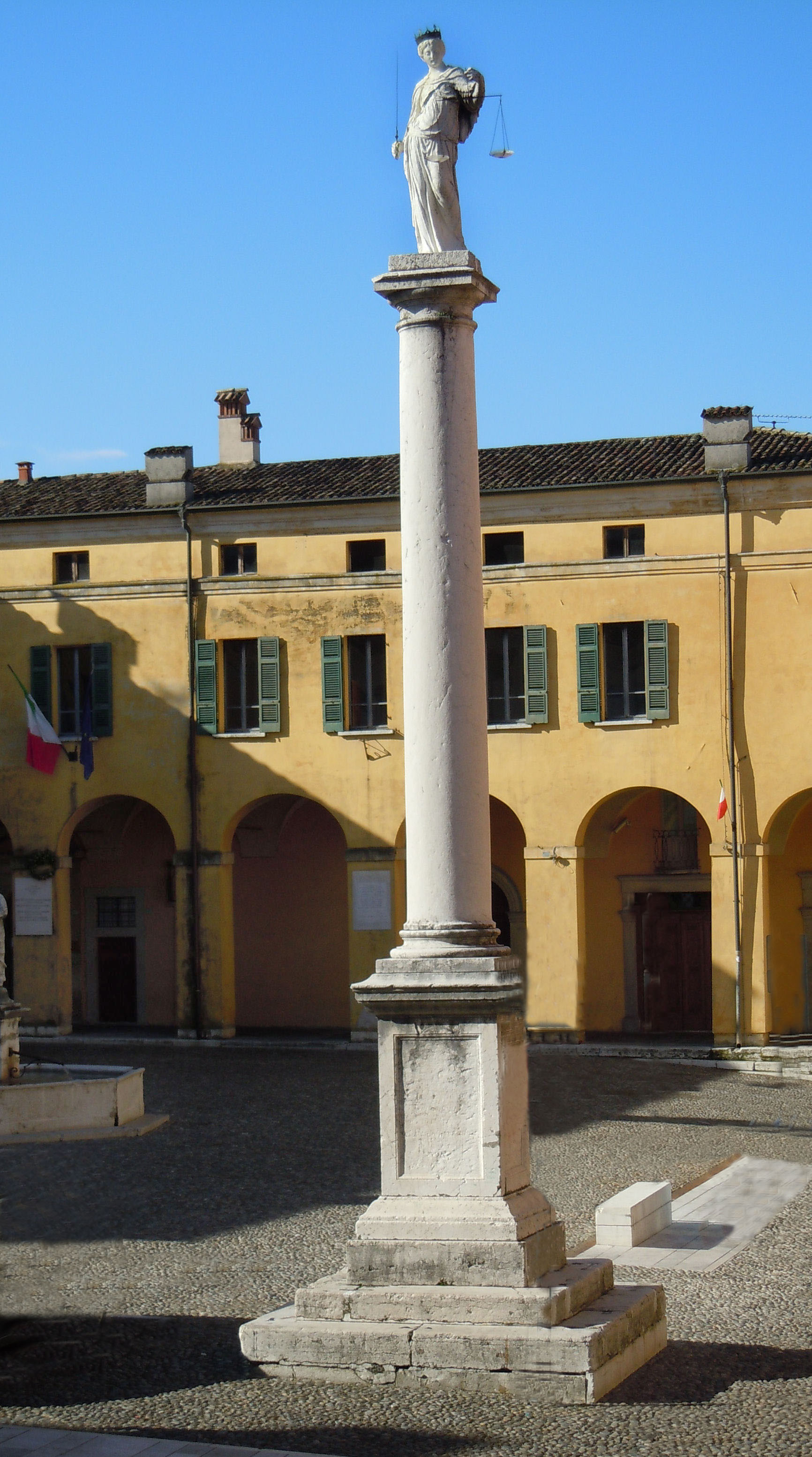
Castiglione delle Stiviere, colonna della giustizia con statua della dea

Nel XVI secolo Ludovico Ariosto nell'Orlando furioso descrive l'imperatore Carlo V come colui, che unificando tutti i regni della cristianità, avrebbe fatto tornare di nuovo la dea della giustizia sulla Terra.
Nel 1816 il poeta Vincenzo Monti compose una poesia, Il ritorno di Astrea, che giocava sull'assonanza tra Astrea e l'Austria, che tornava a dominare Milano dopo la parentesi napoleonica.